# Эвора, Нелсон
Не́лсон Эвора (порт. Nelson Évora; род. 20 апреля 1984, Абиджан, Кот-д’Ивуар) — португальский легкоатлет, специализирующийся в тройном прыжке, также выступает в прыжке в длину. Олимпийский чемпион 2008 года, чемпион мира 2007 года, чемпион Европы на открытом стадионе и двукратный чемпион Европы в помещении в тройном прыжке, обладатель наград европейских соревнований в прыжках в длину. Кавалер Большого креста ордена Инфанта дона Энрике (GCIH, 2015).

## Личная жизнь
Нелсон Эвора родился 20 апреля 1984 года в Кот-д’Ивуаре в семье Паулу Эворы, гражданина Кабо-Верде. В связи с этим его первым гражданством было гражданство Кабо-Верде.
Когда Нелсону было пять лет, его отец, стремясь дать детям достойное образование, перевёз семью в Португалию. Семья поселилась в Одивелаше. Их соседом оказался Жуан Гансу, бывший рекордсмен Португалии в прыжках в высоту. Нелсон подружился с его сыном Давидом, и несколько позже Гансу предложил ему заняться лёгкой атлетикой.
В 2002 году, в 18 лет, Нелсон принял португальское гражданство, сохранив в то же время гражданство Кабо-Верде. После успешных выступлений в юношеских легкоатлетических соревнованиях он получил предложения о поступлении от ряда североамериканских университетов, но предпочёл остаться в Португалии.
Нелсон Эвора — последователь веры бахаи.

## Спортивная карьера
Нелсон начал занятия лёгкой атлетикой с беговых дисциплин, но скоро перешёл на прыжки, вначале в высоту, а затем также в длину и тройной. В 15-летнем возрасте тяжёлая травма колена заставила его отказаться от участия в соревнованиях в прыжках в высоту и сосредоточиться на горизонтальных прыжках. В 17 лет, ещё не имея португальского гражданства, он уже представлял Португалию на Европейском юношеском олимпийском фестивале, завоевав первое место в прыжках в длину с результатом 7,55 метра. В 2002 году Нелсон выступил под флагом Португалии на юношеском чемпионате мира в Кингстоне (Ямайка), заняв шестое место в тройном прыжке и восьмое в прыжках в длину. На следующий год на европейском юношеском первенстве в Тампере (Финляндия он завоевал две золотых медали, в прыжках в длину (7,83 метра) и в тройном прыжке (16,43 метра). В том же году он стал чемпионом Португалии в помещениях и на открытых стадионах в тройном прыжке.
В 2004 году Эвора получил травму, которая едва не лишила его возможности участвовать в его первых Олимпийских играх. Он оправился от травмы как раз к Олимпиаде, но не сумел пробиться в финал (лишь 15,72 м). На следующий год он занял третье место на молодёжном чемпионате Европы (в возрасте до 23 лет) в Эрфурте с результатом 16,89 метра, а на аналогичном мировом первенстве не сумел выйти в финал.
В начале 2006 года Эвора на некоторое время стал лидером мирового сезона в помещениях после того, как в Москве прыгнул на 17,19 метра, побив при этом национальный рекорд. Там же, в Москве, с несколько худшим результатом он занял шестое место на чемпионате Европы в помещениях. На чемпионате Европы на открытых стадионах занял четвёртое место в тройном прыжке (17,07 м после того, как в отборе он прыгнул на 17,23 м) и шестое в прыжках в длину. Он также впервые сделал золотой дубль в чемпионате Португалии на открытых стадионах, выиграв соревнования в помещениях как в тройном прыжке, так и в прыжках в длину.
В 2007 году на соревнованиях в Мадриде улучшил свой личный и национальный рекорд в тройном прыжке до 17,51 метра, а затем на чемпионате мира в Осаке, показав 17,74 — второй результат сезона в мире, — стал чемпионом мира. К списку завоёванных титулов этого года добавил также звание чемпиона Португалии в тройном прыжке и прыжках в длину в помещениях и на открытых стадионах.
2008 год начал с третьего места в тройном прыжке на чемпионате мира в помещениях со скромным для себя результатом 17,27 метра. На протяжении всего сезона набирал форму и на Олимпиаде в Пекине победил с результатом, близким к своему личному рекорду.
В 2009 году отказался от участия в соревнованиях в помещениях, сосредоточившись на подготовке к сезону на открытых стадионах. На командном чемпионате Европы занял первое место в тройном прыжке и второе место в прыжках в длину. После этого выиграл соревнования в тройном прыжке на Универсиаде в Белграде, однако на чемпионате мира в Берлине, перед которым Эвора рассматривался как фаворит, готовый стать первым в истории победителем двух мировых первенств подряд в тройном прыжке, он с результатом 17,55 метра не смог противостоять Филлипсу Айдову из Великобритании, серебряному призёру Олимпиады-2008, и занял только второе место. В конце года выбыл из строя с переломом и объявил, что пропустит весь следующий сезон и вернётся только к чемпионату Европы 2010 года в Барселоне, но возвращение в 2010 году так и не состоялось. Эвора возобновил участие в соревнованиях в конце января 2011 года, через две недели после смерти отца.
На чемпионате мира 2011 года остался пятым, а в январе 2012 года вновь был вынужден прервать выступления и отказаться от участия в Олимпийских играх из-за повторного перелома, но через три года сначала выиграл чемпионат Европы в помещениях, а затем завоевал в Пекине бронзовую медаль чемпионата мира. В 2018 впервые в карьере выиграл летний чемпионат Европы.

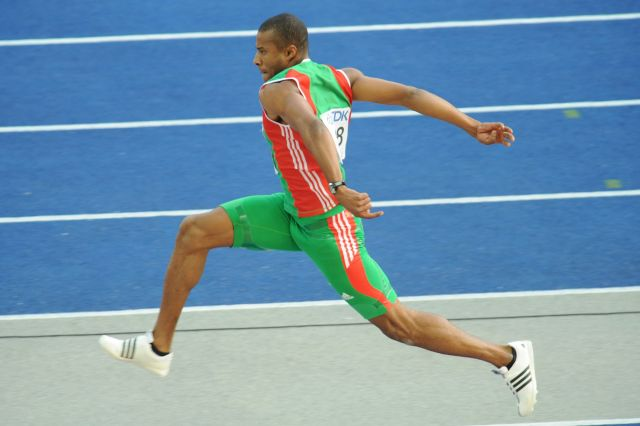
Нелсон Эвора на чемпионате мира 2009 года

### Личные рекорды
| Дисциплина                     | Результат  | Место     | Дата            |
| ------------------------------ | ---------- | --------- | --------------- |
| Тройной прыжок                 | 17 м 74 см | Осака     | 27 августа 2008 |
| Тройной прыжок (в помещениях)  | 17 м 40 см | Бирмингем | 3 марта 2018    |
| Прыжки в длину                 | 8 м 10 см  | Милан     | 23 июня 2007    |
| Прыжки в длину (в помещениях)  | 8 м 08 см  | Эшпинью   | 11 февраля 2006 |
| Прыжки в высоту (в помещениях) | 2 м 07 см  | Эшпинью   | 5 февраля 2005  |